# Gilberto Gil (álbum de 1969)
Gilberto Gil, também conhecido com o sobrenome de Cérebro Eletrônico, é o terceiro álbum de estúdio do cantor e compositor brasileiro Gilberto Gil, lançado em 1969, pela Philips. O álbum traz, como seu antecessor, o rock psicodélico - forte característica do movimento tropicalista. Apesar da boa recepção do álbum, este só teve um single, considerado o primeiro grande sucesso de Gil, "Aquele Abraço", enquanto trazia um repertório de nove faixas, onde além da canção já citada, apenas "Cérebro Eletrônico" ganhou mais algum destaque, anos depois, com a regravação de Marisa Monte, em 1996. O b-side de "Aquele Abraço", "Omã Iaô", foi lançada como faixa bônus nos relançamentos, ao lado de canção compostas pelo próprio Gilberto Gil, Caetano Veloso e Jorge Ben - esses dois últimos participam de "Queremos Guerra", de Jorge Ben.

## Recepção da crítica
| Críticas profissionais | Críticas profissionais |
| Avaliações da crítica  | Avaliações da crítica  |
| Fonte                  | Avaliação              |
| ---------------------- | ---------------------- |
| allmusic               | [ 2 ]                  |

Assim como nos demais álbuns, a crítica da allmusic, foi feita por John Bush, que inicia sua resenha dizendo que este álbum é um dos mais experimentais de Gil, até aquele momento, ao mesmo tempo que mostra o pop emergindo no Brasil. Segundo Bush, Gil traz seu primeiro maior sucesso - o single "Aquele Abraço" -, mas, ainda resiste com músicas de estilo fortemente carnavalesco, como seu álbum em 1968. "A maioria das canções experimentais está no Lado B, são eles "2001" e "Objeto Semi-Identificado", pois possuem trechos de palavras faladas, são cheios de partes ímpares, e uma dependência do estúdio, raramente visto em qualquer outro álbum pop".

## Faixas
Todas as faixas escritas por Gilberto Gil, exceto onde notado.
| Lado A |                         |                                   |         |  |
| N.º    | Título                  | Compositor(es)                    | Duração |  |
| 1.     | "Cérebro Eletrônico"    |                                   | 3:34    |  |
| 2.     | "Volks-Volkswagen Blue" |                                   | 3:40    |  |
| 3.     | "Aquele Abraço"         |                                   | 5:23    |  |
| 4.     | "17 Légua e Meia"       | Humberto Teixeira, Carlos Barroso | 4:14    |  |
| 5.     | "A Voz do Vivo"         | Caetano Veloso                    | 3:46    |  |

| Lado B |                            |                                                 |         |  |
| N.º    | Título                     | Compositor(es)                                  | Duração |  |
| 6.     | "Vitrines"                 |                                                 | 3:35    |  |
| 7.     | "2001"                     | Arnaldo Baptista, Rita Lee, Sérgio Dias, Tom Zé | 4:33    |  |
| 8.     | "Futurível"                |                                                 | 5:46    |  |
| 9.     | "Objeto Semi-Identificado" | Gilberto Gil, Rogério Duarte, Rogério Duprat    | 5:16    |  |

| Faixa bônus (Re-lançamentos) |                                                                |                |         |  |
| N.º                          | Título                                                         | Compositor(es) | Duração |  |
| 10.                          | "Omã Iaô"                                                      |                | 4:26    |  |
| 11.                          | "Aquele Abraço" (Versão Integral)                              |                | 6:59    |  |
| 12.                          | "Com Medo, Com Pedro" (Demo)                                   |                | 4:22    |  |
| 13.                          | "Cultura e Civilização" (Demo)                                 |                | 16:21   |  |
| 14.                          | "Queremos Guerra" (participação de Caetano Veloso e Jorge Ben) | Jorge Ben      | 3:17    |  |
| Duração total:               | Duração total:                                                 | Duração total: | 41:50   |  |

## Ficha técnica
| Original Produção - Manoel Barenbein (Produtor musical) Arranjos e regência - Rogério Duprat - Chiquinho de Moraes Instrumentos - Gilberto Gil (Violão) - Lanny Gordin (Guitarra elétrica) - Sérgio Barroso (Baixo) - Wilson das Neves (Bateria) - Chiquinho de Moraes (Piano) | Re-lançamentos Produção - Marcelo Fróes (Produtor executivo) - Adriana Lins (Projeto gráfico) - Guto Lins (Projeto gráfico) - Carolina Ferman (Assistente) - Gê Alves Pinto (Coordenador gráfico) - Geysa Adnet (Coordenadora gráfica) - Carlos Savalla (Remixado em estéreo, em setembro de 1998) |

## Histórico de lançamentos
| Lançamento original | Lançamento original    | Lançamento original | Lançamento original | Lançamento original | Lançamento original | Lançamento original | Lançamento original | Lançamento original | Lançamento original | Lançamento original | Lançamento original | Lançamento original | Lançamento original | Lançamento original | Lançamento original | Lançamento original | Lançamento original | Lançamento original | Lançamento original |
| País                | Data                   | Formato             | Gravadora           | Catálogo            |                     |                     |                     |                     |                     |                     |                     |                     |                     |                     |                     |                     |                     |                     |                     |
| ------------------- | ---------------------- | ------------------- | ------------------- | ------------------- | ------------------- | ------------------- | ------------------- | ------------------- | ------------------- | ------------------- | ------------------- | ------------------- | ------------------- | ------------------- | ------------------- | ------------------- | ------------------- | ------------------- | ------------------- |
| Brasil              | 1969                   | Disco de vinil      | Philips Records     | R 765.087 L         |                     |                     |                     |                     |                     |                     |                     |                     |                     |                     |                     |                     |                     |                     |                     |
| Japão               | 1969                   | Disco de vinil      | Philips Records     |                     |                     |                     |                     |                     |                     |                     |                     |                     |                     |                     |                     |                     |                     |                     |                     |
| Re-lançamentos      |                        |                     |                     |                     |                     |                     |                     |                     |                     |                     |                     |                     |                     |                     |                     |                     |                     |                     |                     |
| Japão               | 2 de setembro de 1998  | CD                  | Philips Records     | PHCA-4227           |                     |                     |                     |                     |                     |                     |                     |                     |                     |                     |                     |                     |                     |                     |                     |
| Brasil              | 1998                   | CD                  | PolyGram            | 518 122-2           |                     |                     |                     |                     |                     |                     |                     |                     |                     |                     |                     |                     |                     |                     |                     |
| Estados Unidos      | 24 de setembro de 2008 | CD                  | Water Records       | 00035181            |                     |                     |                     |                     |                     |                     |                     |                     |                     |                     |                     |                     |                     |                     |                     |